# Vir illustris
Vir illustris (с лат. — «сиятельный муж») или иллюстрий — один из высших сенаторских титулов в поздней Римской империи и ранней Византии (IV—V века).
С первой половины IV века и старые римские сенаторы, и новые константинопольские постепенно стали различаться титулами, тогда как ранее все сенаторы имели титул vir clarissimus. При сыне Константина I Констанции II система формировалась, при нём титул иллюстрия полагался только префектам претория и префектам города, однако четкого порядка ещё не было. Началом строгого соответствия сенаторских титулов и должностей считается серия законов Валентиниана I, изданных 5 июля 372 года. Законы достаточно чётко устанавливали иерархию внутри гражданских, военных и придворных чинов. Чиновники были разделены на три группы — клариссимов, спектабилей и иллюстриев.
Титул иллюстрия (официальный титул — лат. clarissimus et illustris) имели высшие чиновники — консулы, патрикии, префекты претория, префекты города, военные магистры, магистры оффиций, квесторы, комиты священных щедрот, комиты частных дел, комиты доместиков, препозиты священной опочивальни. Со временем число сенаторов росло, в сенате остались практически только иллюстрии, в связи с чем среди стали различать лат. illustres magnificentissimi и лат. illustres gloriosi.